# Bert Brunn
Bert Brunn (auch Herbert Brunn; * 30. August 1923 in Waldenburg, Provinz Niederschlesien; † 13. August 1984) war ein deutscher Schauspieler, Synchron- und Hörspielsprecher.

## Leben
Bert Brunn wurde 1923 in Waldenburg geboren. Erste Verbindungen zum Theater sind Anfang der 1950er Jahre nachzuweisen, als er als Schauspieler und Regisseur am Volkstheater Rostock engagiert war. Nächste Wirkungsstätten waren die Bühnen der Stadt Gera, hier wurde er mehrfach für seine Rolle in Katzengold ausgezeichnet, und das Staatsschauspiel Dresden. Für die DEFA und den Deutschen Fernsehfunk (später Fernsehen der DDR) stand er mehrfach vor der Kamera. Weiterhin hatte er häufige Einsätze als Hörspielsprecher für den Rundfunk der DDR und als Synchronsprecher für die DEFA.
Bert Brunn verstarb 1984 im Alter von 60 Jahren.

## Filmografie
- 1965: Solange Leben in mir ist
- 1970: Ich – Axel Cäsar Springer (Fernseh-Fünfteiler, 2 Episoden)
- 1972: Die große Reise der Agathe Schweigert (Fernsehfilm)
- 1974: Polizeiruf 110: Nachttaxi (Fernsehreihe)
- 1976: Die Lindstedts (Fernsehserie, 1 Episode)
- 1978: Polizeiruf 110: In Maske und Kostüm
- 1979: Polizeiruf 110: Walzerbahn
- 1979: Feuer unter Deck
- 1980: Solo für Martina (Fernsehfilm)
- 1981: Jockei Monika (Fernsehserie, 1 Episode)
- 1984: Die Leute von Züderow (Fernsehserie, 1 Episode)

## Theater

### Schauspieler
- 1961: Vratislav Blažek: Und das am Heiligabend – Regie: Wolfgang Fleischmann (Bühnen der Stadt Gera).
- 1962: Johann Wolfgang von Goethe: Egmont – Regie: Hanns Matz (Bühnen der Stadt Gera)
- 1962: Leonhard Frank: Ruth (Verteidiger) – Regie: Hanns Matz (Bühnen der Stadt Gera)
- 1963: William Shakespeare: Komödie der Irrungen – Regie: Wolfgang Fleischmann  (Bühnen der Stadt Gera)
- 1963: Oldřich Daněk: Die Heirat des Heiratsschwindlers – Regie: Vítězslav Bartoš (Bühnen der Stadt Gera)
- 1964: Seán O’Casey: Purpustaub (Maurer) – Regie: Hans-Georg Simmgen (Bühnen der Stadt Gera)
- 1964: Horst Salomon: Katzengold (Lehrausbilder Piontek) – Regie: Wolfgang Pintzka (Bühnen der Stadt Gera)
- 1967: Jewgeni Schwarz: Das gewöhnliche Wunder (Großer Bergzauberer) – Regie: Manfred Patzschke (Bühnen der Stadt Gera)
- 1968: Siegfried Pfaff: Regina B. (Meister Rupprecht) – Regie: Manfred Patzschke (Bühnen der Stadt Gera)
- 1969: Horst Salomon: Genosse Vater (Rudi Wolfram) – Regie: Gerhard Neubauer (Bühnen der Stadt Gera)
- 1971: Helfried Schreiter: Ich spiel dir die Welt durch (Kurt Bischof) – Regie: Helfried Schöbel (Bühnen der Stadt Gera)
- 1972: Eldar Rjasanow/Emil Braginski: Sauna am Sylvester – Regie: Elke Krone/Wilfried Weschke (Staatstheater Dresden – Kleines Haus)
- 1973: George Bernard Shaw: Der Teufelsschüler – Regie: Ottofritz Gaillard (Staatstheater Dresden – Kleines Haus)
- 1975: Helmut Baierl: Die Lachtaube – Regie: Hannes Fischer (Staatstheater Dresden)

### Regisseur
- 1953: Kondrat Krapiwa: Die Lerchen singen (Volkstheater Rostock)

## Hörspiele
- 1968: David Medwedenko: Dr. Krassow und seine Freunde (Professor Sokolow) – Regie: Peter Groeger (Hörspiel – Rundfunk der DDR)
- 1968: Joachim Nowotny: Abstecher mit Rührung (Mikan) – Regie: Gert Andreae (Hörspiel – Rundfunk der DDR)
- 1969: Ulrich Waldner/Carl Albert Otto: Es geschah am Nanga Parbat (Konstabler) – Regie: Günter Bormann (Kinderhörspiel, 2 Teile – Rundfunk der DDR)
- 1970: Erwin Strittmatter/Horst Heitzenröther: Stanislaus der Sternenfänger (Herr Dumpf)– Regie: Walter Niklaus (7. Teil aus der Reihe Der Wundertäter – Rundfunk der DDR)
- 1970: Hans Siebe: Schwarze Scalare (Achim Bastian) – Regie: Walter Niklaus (Kriminalhörspiel – Rundfunk der DDR)
- 1971: Iwan Katajew/Gunnar Müller-Waldeck: Das Herz (Pusyrkow) – Regie: Werner Grunow (Hörspiel – Rundfunk der DDR)
- 1971: Bruno Gluchowski: Werkmeister Lorenz (Betriebsrat Ahrens) – Regie: Detlef Kurzweg (Hörspiel – Rundfunk der DDR)
- 1972: Max von der Grün/Gerhard Bengsch:  Zwei Briefe an Pospischiel (Betriebsrat Bachmeier) – Regie: Walter Niklaus (Hörspiel, 2. Teile – Rundfunk der DDR)
- 1973: Kurt Zimmermann: Anna war unser Kurier (Dr. Siegbert Schmidt) – Regie: Klaus Zippel (Kinderhörspiel, 5. Teil aus der Reihe Kundschafter, Funker, Kommunist  – Rundfunk der DDR)
- 1977: Iwan Walkow: Wohin fliegst du, kleiner Kranich (Samorucha) – Regie: Peter Groeger (Kinderhörspiel – Rundfunk der DDR)
- 1978: Mamdouh Adwan: Gericht über den Mann, der nicht gekämpft hat (Abdallah) – Regie: Peter Groeger (Hörspiel – Rundfunk der DDR)
- 1978: Barbara Kühl: Paradiesäpfel (Kutscher)– Regie: Christa Kowalski (Kinderhörspiel – Rundfunk der DDR)
- 1979: Walentin Rasputin: Geld für Maria (Prüfer) – Regie: Peter Groeger (Hörspiel – Rundfunk der DDR)
- 1979: Volkstext: Kalaf und Turandot – Regie: Christa Kowalski (Kinderhörspiel – Rundfunk der DDR)
- 1980: Alfred Matusche: An beiden Ufern (Andres) – Regie: Peter Groeger (Hörspiel – Rundfunk der DDR)
- 1980: Friedbert Stöcker: Die ganze Welt und ein paar neue Schlittschuhe (Mond) – Regie: Horst Liepach (Hörspiel – Rundfunk der DDR)
- 1981: Károly Szakonyi: Drei Würfe, sechs Forint (Varga) – Regie: Peter Groeger (Hörspiel – Rundfunk der DDR)

## Synchronisation
- 1944 (1969): Arthur Hohl als Emile Journet in Sherlock Holmes: Die Kralle
- 1945 (1969): Harry Cording als Capt. John Simpson in Sherlock Holmes: Das Haus des Schreckens
- 1946 (1969): Harry Cording als Hamid in Sherlock Holmes: Jagd auf Spieldosen
- 1968 (1973): Sidney James als Charlie Roper in Das total verrückte Krankenhaus
- 1969: Kapar Alijew als Tschoro in Abschied von Gulsary
- 1971: Wladimir Kadochnikov als Semjon in Die weiße Sonne der Wüste
- 1972 (1975): Bernard Blier als Milan in Der große Blonde mit dem schwarzen Schuh
- 1975: Charles Gérard als Raoul in Der Unverbesserliche
- 1977: Sergei Jakowlew als Dorfältester in Aufstieg
- 1977: František Filipovský als König in Wie Honza beinahe König geworden wäre
- 1977: Vladimír Hlavatý: als Tomicek in Wie wäre es mit Spinat?
- 1978: Ladislav Pešek als Professor Albín Bocek in Adele hat noch nicht zu Abend gegessen
- 1979: František Filipovský als Hofnarr in Prinz und Abendstern
- 1981: Anatoli Baranzew als Nikita Sotow in Peters Jugend
- 1982: Lubomír Kostelka als fahrender Händler in Der dritte Prinz

## Auszeichnungen
- 1964: Kunstpreis der Stadt Gera
- 1964: Nationalpreis der DDR III. Klasse für Kunst und Literatur im Kollektiv für das Stück Katzengold[1]